# Зеркальный (Ростовская область)
Зерка́льный — хутор в Егорлыкском районе Ростовской области.
Входит в состав Егорлыкского сельского поселения.

## Население
| 1989 | 2002 | 2010 |
| ---- | ---- | ---- |
| 106  | ↘88  | ↘46  |

## Улицы
- ул. Пролетарская,
- ул. Фермерская.